# Virtua Tennis 4
Virtua Tennis 4 est un jeu vidéo développé par le studio AM3 (le studio créateur de la série) et édité par Sega.
Il a été révélé lors de la gamescom 2010 durant la conférence Sony. Longtemps exclusif à la PlayStation 3, il sort également sur Xbox 360, Wii et PC et utilisera les périphériques spécifiques de chaque support (PS Move, Kinect et Wii Motion Plus) et est compatible 3D pour la version PS3, tout en permettant de jouer à la manette classique.
Le jeu est sorti le 29 avril 2011 en Europe et le 10 mai de la même année aux États-Unis.
À la sortie de la PlayStation Vita, le jeu y a été adapté.

## Nouveautés et améliorations
- Le Match Momentum
- Nouveau mode carrière
- Graphismes améliorés
- Nouveaux angles et déplacement de la caméra
- Nouveau mini-jeux
- Jeu en ligne amélioré

## Modes de Jeux
- Tour Mondial : Crée ton joueur et fais évoluer sa carrière
- Arcade : Joue contre 4 grands joueurs sur les 4 grands chelems.
- Match-Exhibition : Dispute un match à 1 ou 4 joueurs
- Entraînement : Entraîne-toi pour te familiariser avec les commandes
- Détente : Joue à des mini-jeux à 1 ou 4 joueurs
- Jeu de Mouvement : Grâce à Kinect, PlayStation Move, et Wii Motion Plus, joue comme si tu avais une raquette dans les mains
- (Xbox Live, PlayStation Network, CWF Nintendo, Games for Windows – Live) : Joue en Ligne contre d'autres joueurs du monde entier
- Mon Club : Modifie tes joueurs créés, regarde tes succès débloqués, et consulte les statistiques

## Système de jeu
Après avoir étudié les vrais joueurs et la façon dont les jeux sont souvent joués, les développeurs ont décidé d'inclure une nouvelle fonction appelée le Match Momentum. Avec cette fonction, il est possible de rassembler ses forces dans une jauge placé en haut de l'écran, et lorsque celle-ci est pleine, le joueur peut déclencher une frappe surpuissante pour vous aider à débloquer certaines situations. Chaque joueur possède un coup spécial unique.
Le mode carrière a été revu pour être plus complet et réaliste. La nouvelle carte de ce mode permet d'établir un objectif clair pour la carrière du joueur. Avant, vous aviez un grand globe avec des événements étalés, maintenant, tout est compressé et plus rationnel. En outre, Vous aurez la possibilité de signer des autographes à vos fans, obtenir des tickets pour les tournois du grand chelem selon votre expérience, participer à de nouveaux mini jeux ...
Enfin, les graphismes ont été améliorés et le mode de jeu en ligne vous permettra de jouer contre l'ordinateur en attendant qu'un joueur en ligne vous rejoigne.

## Tournois
4 tournois seront déjà débloqués (Les 4 Grands Chelems), les autres seront à débloquer dans le mode Tour Mondial
À noter que le jeu n'a pas les licences

### Grands Chelems
- Championnat d'Australie (Australia Challenge), Melbourne / Surface Dure
- Open de France (French Cup), Paris / Terre Battue
- USA Super Tennis, New York / Surface Dure
- Classique de Tennis Anglais (England Classic Tennis), Londres / Gazon

### Saison Initiale
- Tournoi Avantage de Chine (Advantage Series), Shanghai / Surface Dure
- Championnat d'Asie (Asian Championship), Mer de Chine méridionale / Surface Dure

### 2eSaison
- Tournoi Avantage d'Égypte (Advantage Series), Le Caire / Surface Dure
- Championnat de Méditerranée (Mediterranean Championship), Marbella / Terre Battue

### 3eSaison
- Tournoi Avantage de Suède (Advantage Series), Stockholm / Surface Dure
- Open d'Europe (European Open), Prague / Gazon

### Saison Finale
- Tournoi Avantage du Canada (Advantage Series), Vancouver / Gazon
- Championnat d'Amérique (American Championship), Los Angeles / Surface Dure (Couvert)
- Finale SPT (SPT Final), Chicago / Surface Dure
- Le Roi des Joueurs (The King of Players), Dallas / Terrain Couvert

### Autres
- Arène SPT (SPT Arena), Soirée Déguisée (Tour Mondial) / Terrain Couvert
- Court Annexe I (Satellite Court I), Tournoi/Exhibition (Tour Mondial) / Gazon
- Court Annexe II (Satellite Court II), Tournoi/Exhibition (Tour Mondial) / Gazon
- Court Annexe III (Satellite Court III), Tournoi/Exhibition (Tour Mondial) / Surface Dure
- Court Annexe IV (Satellite Court IV), Tournoi/Exhibition (Tour Mondial) / Surface Dure
- Court Annexe V (Satellite Court V), Tournoi/Exhibition (Tour Mondial) / Terre Battue
- Court Annexe VI (Satellite Court VI), Tournoi/Exhibition (Tour Mondial) / Terre Battue
- Court Annexe VII (Satellite Court VII), Tournoi/Exhibition (Tour Mondial) / Surface Dure
- Court Annexe VIII (Satellite Court VIII), Tournoi/Exhibition (Tour Mondial) / Surface Dure

## Périphériques
Il sera possible d'y jouer par l'intermédiaire du PS Move, Kinect et Wii Motion Plus et est compatible 3D pour la version PS3.

## Joueurs
Joueurs du circuit ATP
- Roger Federer
- Novak Djokovic
- Andy Murray
- Rafael Nadal
- Andy Roddick
- Juan Martín del Potro
- Gaël Monfils
- Fernando González
- Tommy Haas
- Philipp Kohlschreiber
- Andreas Seppi

Joueuses du circuit WTA
- Caroline Wozniacki
- Maria Sharapova
- Svetlana Kuznetsova
- Venus Williams
- Laura Robson
- Anna Chakvetadze
- Ana Ivanović

Légendes
- Jim Courier
- Boris Becker
- Stefan Edberg
- Patrick Rafter
- Duke
- King

(Boris Becker, Stefan Edberg, et Patrick Rafter, sont des joueurs uniquement disponible sur PlayStation 3 et PlayStation Vita)